# Норвуд (Џорџија)
Норвуд (енгл. Norwood) град је у америчкој савезној држави Џорџија. По попису становништва из 2010. у њему је живело 239 становника.

## Демографија
Према попису становништва из 2010. у граду је живело 239 становника, што је 60 (20,1%) становника мање него 2000. године.
| Група             | 2000.       | 2010.       |
| Белци             | 110 (36,8%) | 76 (31,8%)  |
| Афроамериканци    | 187 (62,5%) | 160 (66,9%) |
| Азијати           | 0 (0,0%)    | 0 (0,0%)    |
| Хиспаноамериканци | 2 (0,7%)    | 2 (0,8%)    |
| Укупно            | 299         | 239         |